# Sepsophis punctatus
Sepsophis punctatus är en ödleart som beskrevs av  Richard Henry Beddome 1870. Sepsophis punctatus ingår i släktet Sepsophis och familjen skinkar. Inga underarter finns listade i Catalogue of Life.